# Fürstentum Pleß

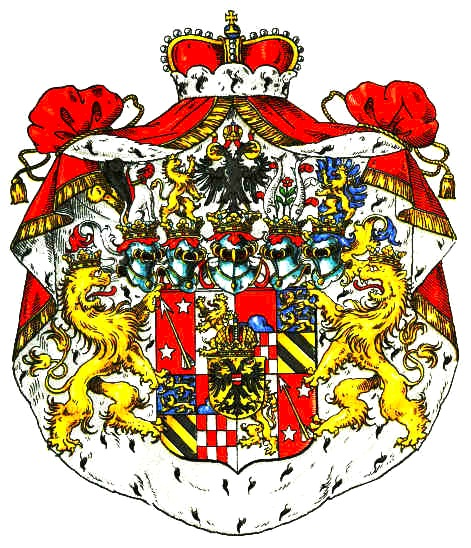
Wappen des Fürsten von Pleß, Grafen von Hochberg, Freiherrn zu Fürstenstein

Das schlesische Fürstentum Pleß (polnisch: Księstwo Pszczyńskie, tschechisch: Pštinsko, auch Pštinské panství) lag im beskidischen Vorland in der Niederung der Plesse (Pszczynka), eines Nebenflusses der Weichsel. Es bestand von 1412 bis 1918, seit 1452 als Freie Standesherrschaft.

## Geschichte

### Herzogtum Pleß
Eine Siedlung in Altdorf entstand um 1200 im Wald des ehemaligen „Niemandslands“ zwischen den Wislanen im Osten und den Golensizen im Westen, später an der Grenze der Kastellaneien von Cieszyn (Teschen), Racibórz (Ratibor) und Oświęcim, (Auschwitz). Im 13. Jahrhundert gehörte Woszczyce, 16 Kilometer im Nordwesten zum Bistum Krakau, während Wisła, um zehn Kilometer im Südwesten zur Teschener Kastellanei im Bistum Breslau. Das Pleßer Land entwickelte sich also im 13. Jahrhundert im Grenzbereich zwischen dem Teil Kleinpolens, das 1177–1179 aus dem Herzogtum Krakau ausgegliedert wurde und zum Herzogtum Ratibor kam, das von den Schlesischen Piasten regiert wurde. Aus dieser Zeit rührte die bis 1821 bestehende Zugehörigkeit der 1326 erstmals erwähnten Pfarrei und des 1350 von Auschwitz ausgegliederten Dekanats von Pleß zum Bistum Krakau (danach im Bistum Breslau, ab 1925 im Bistum Katowice).
Die ehemalige Piastenburg in Pleß an einem Zweig der Landstraße von Krakau nach Mähren wurde 1263 von Truppen des böhmischen Přemyslidenkönigs Ottokar II. zerstört. Herzog Bolko I. aus der Schweidnitzer Linie der Schlesischen Piasten ließ während seiner Herrschaft (1288–1292) erneut eine Burg in Pleß errichten.
1303 wurde eine eigene Kastellanei von Pleß erstmals erwähnt, die später zu einem Weichbild im Jahr 1422 als in Plesnischen Weichgebild erwähnten wurde – beide Verwaltungseinheiten umfassten Ortschaften im Bistum Krakau, sowie im Bistum Breslau.
1327 huldigte Herzog Lestko von Ratibor dem böhmischen König Wenzel II., wodurch Pless zusammen mit dem Herzogtum Ratibor als ein Lehen der Krone Böhmen unterstellt wurde. Die böhmische Lehenshoheit wurde 1335 mit dem Vertrag von Trentschin vom polnischen König bestätigt. Nach dem Tod des Herzogs Lestko 1336 fiel Pless zusammen mit dem Herzogtum Ratibor als erledigtes Lehen an Böhmen. 1337 übertrug der böhmische König Johann von Luxemburg das Herzogtum Ratibor als ein Lehen an Nikolaus II. von Troppau, der mit Lestkos Schwester Anna verheiratet war und der přemyslidischen Linie der Herzöge von Troppau entstammte. Dessen ältester Sohn Johann I. erhielt 1365 als Alleinerbe das Herzogtum Ratibor und begründete die přemyslidische Stammlinie Troppau-Ratibor. Er verpfändete 1375 das Plesser Land an den Oppelner Herzog Wladislaus II. 1412 verlieh Johann II. von Troppau-Ratibor das gesamte Gebiet von Pleß, Altberun, Myslowitz sowie Nikolai und Sohrau seiner Gattin Helena, Prinzessin von Litauen, auf deren Lebenszeit als Wittum. Dadurch entstand das Herzogtum Pleß, an dessen Spitze von 1424 bis zu ihrem Tode 1449 Herzogin Helena stand.
Nach dem Tode Nikolaus V. von Ratibor-Jägerndorf, Sohn Helenas, im Jahre 1452 wurde das Plesser Land vom Herzogtum Ratibor separiert als böhmische Standesherrschaft ausgetan für Nikolaus’ minderjährige Söhne aus seiner Ehe mit Barbara Rockenberg († 1464), die bis 1462 Regentin für ihre Söhne war. Danach diente Pleß als Sekundogenitur zur standesgemäßen Versorgung böhmischer Prinzen, und zwar gemeinsam den Brüdern Heinrich dem Älteren, Heinrich dem Jüngeren und Viktorin, Söhne des böhmischen Königs Georg von Podiebrad und Herzöge von Münsterberg. 1472 teilten die Brüder ihre Besitzungen, wobei Heinrich der Jüngere Pleß erhielt, das er später seinem Bruder Viktorin überließ.
1480 verkaufte Viktorin Pleß seinem Schwiegersohn Kasimir II. von Teschen, der 1509 Teile des Plesser Landes an den ungarischen Magnaten und Bergwerksbesitzer Thurzó weiterverkaufte (ohne Strumień, das inzwischen zu einer Stadt erhoben wurde und beim Herzogtum Teschen bzw. Teschener Schlesien bis heute blieb). Die Thurzó veräußerten 1548 die Standesherrschaft Pleß dem Fürstbischof von Breslau Balthasar von Promnitz. Dies bestätigte ihm der böhmische und römisch-deutsche König Ferdinand I. durch Erbbelehnung. Diese Maßnahme sollte auch die Ausbreitung der Reformation in diesem Gebiet verhindern. Die damals noch großteils polnischsprachige Landbevölkerung bekannte sich zur katholischen Religion.

### Standesherrschaft im Königreich Preußen

#### Fürstentum Pleß (1765–1847), Fürsten von Anhalt-Köthen-Pleß

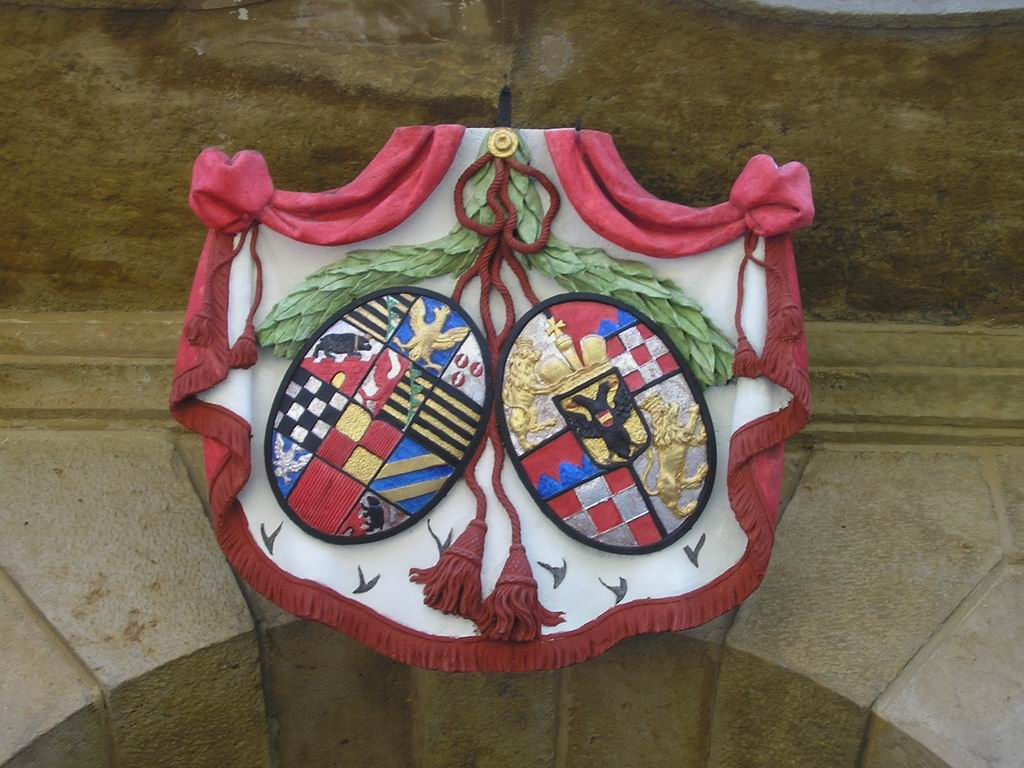
Fürstenstein: Allianzwappen Anhalt-Köthen-Pleß und Hochberg-Fürstenstein

Die Standesherrschaft Pleß verblieb bis 1765 im Besitz der Erben des Fürstbischofs, wobei sie bis 1742 der Krone Böhmen unterstand, die seit 1526 die Habsburger trugen. Zusammen mit fast ganz Schlesien fiel sie nach dem Ersten Schlesischen Krieg an Preußen.
1765 erhielt Prinz Friedrich Erdmann von Anhalt-Köthen von seinem Onkel, Graf Johannes Erdmann von Promnitz, die Standesherrschaft Pleß mit drei Städten und 49 Dörfern, und nahm den Titel eines Fürsten von Anhalt-Köthen-Pleß an. Die im Siebenjährigen Krieg verwüsteten Güter wurden wieder bewirtschaftet, die Glas- und Zinkhütten sowie die Tuchmanufakturen in Pless wieder in Betrieb genommen. Mit Friedrich Erdmanns Tod 1797 fiel die Standesherrschaft nacheinander an seine kinderlosen Söhne Ferdinand Friedrich, Heinrich und Ludwig. 1817 erhob König Friedrich Wilhelm III. die schlesische Standesherrschaft zu einem preußischen Fürstentum.

#### Grafen von Hochberg, Fürsten von Pleß

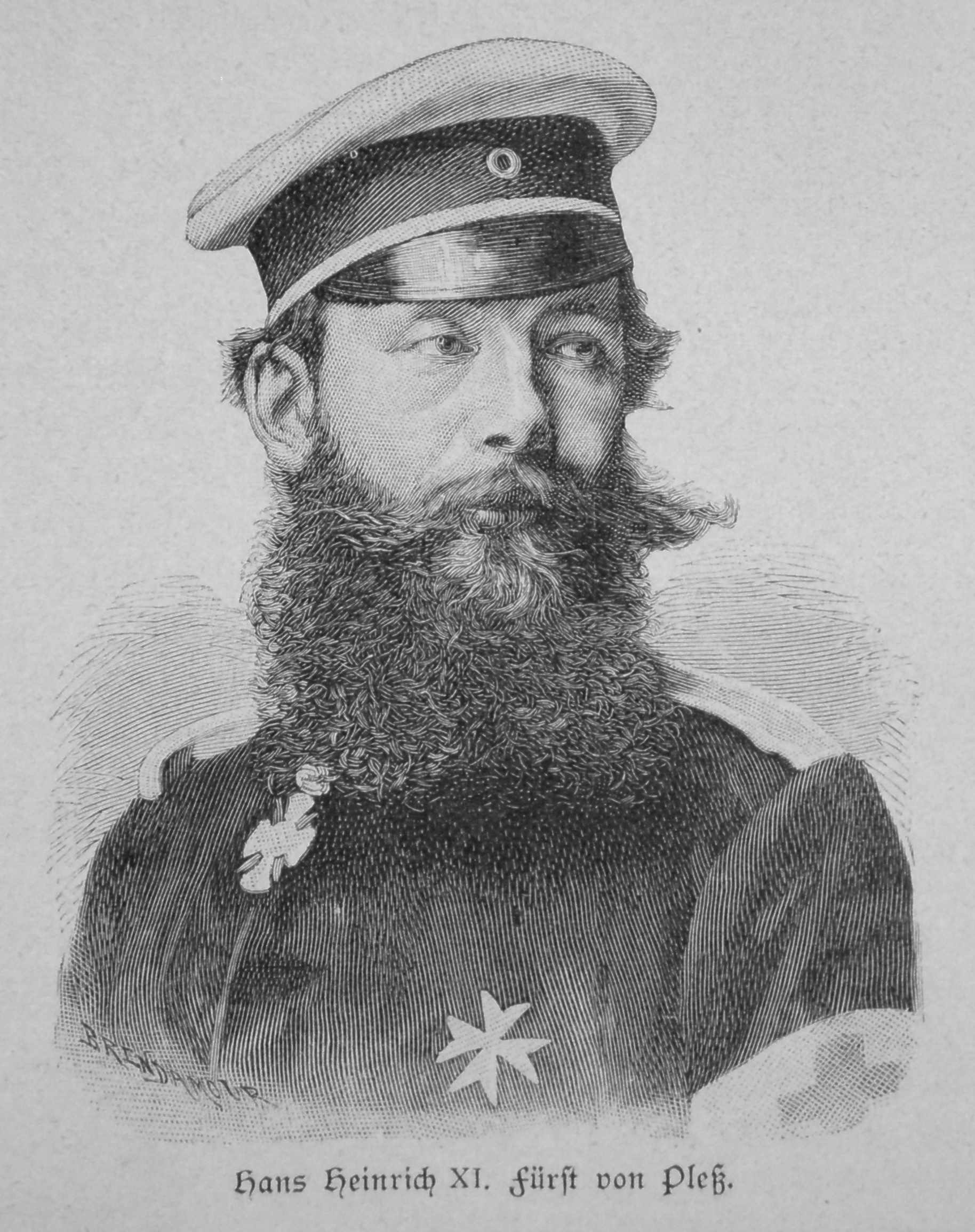
Hans Heinrich XI. Fürst von Pleß

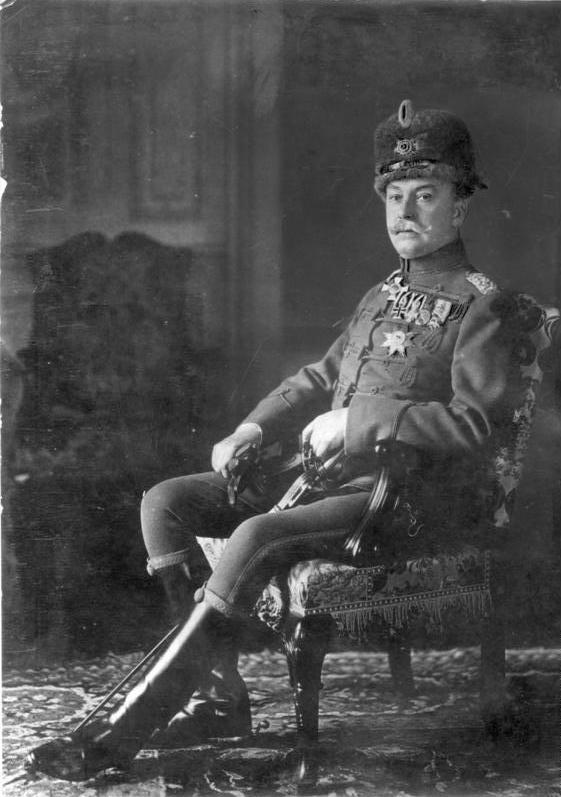
Hans Heinrich XV. von Pleß

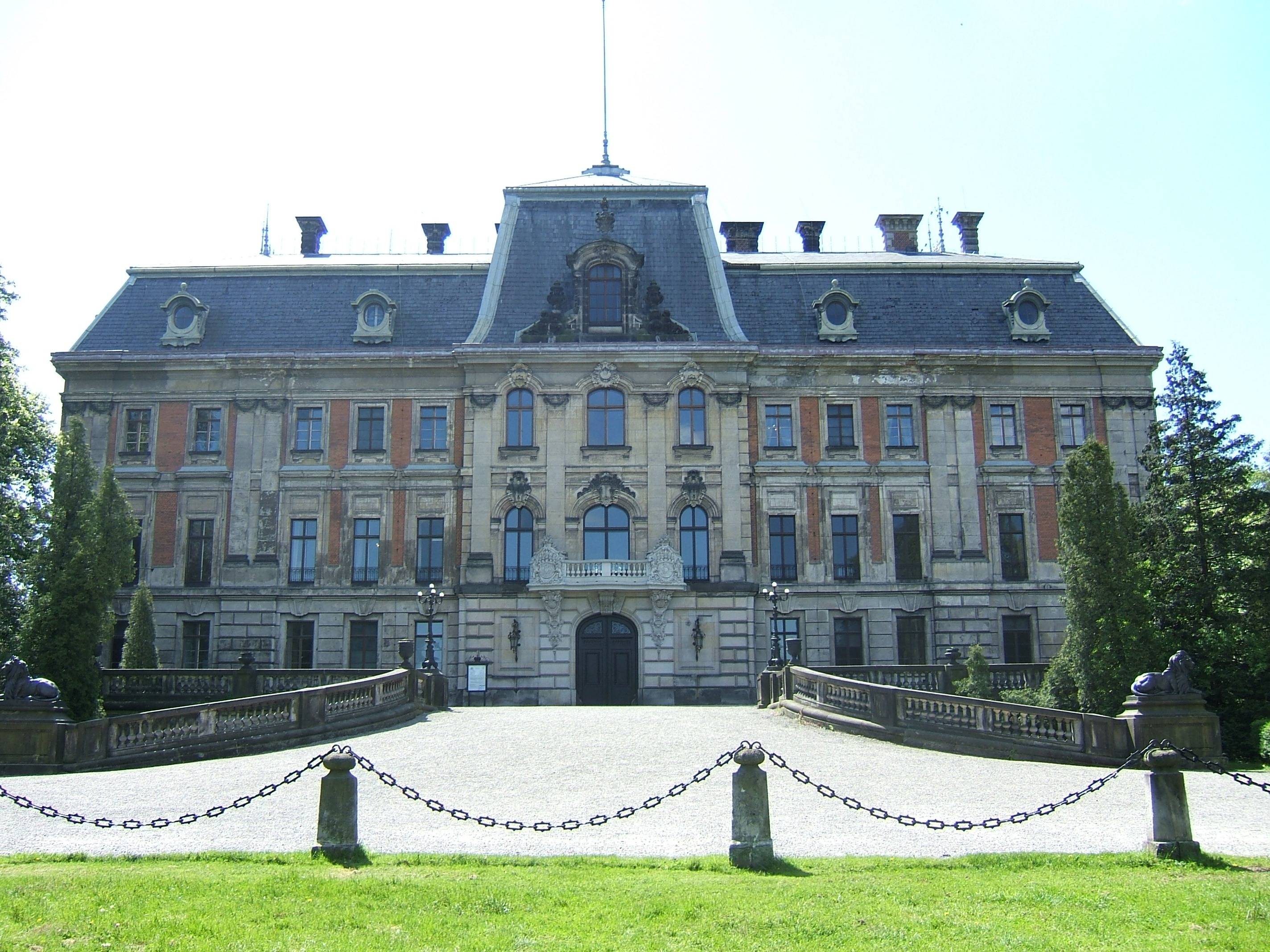
Schloss Pleß

Nachdem 1847 Heinrich von Anhalt-Köthen, der letzte der Söhne von Friedrich Erdmann von Anhalt-Köthen, gestorben war, erbten die Nachkommen der ältesten Tochter Anna Amalia (1770–1830) die Standesherrschaft. Sie war mit Graf Hans Heinrich VI. von Hochberg-Fürstenstein (1768–1833) verheiratet, der Pleß im Auftrage Heinrichs bereits seit dem Tod von dessen Bruder Ludwig († 1841) verwaltet hatte. Ihm folgte sein ältester Sohn Graf Hans Heinrich X. von Hochberg, der erste Präsident des Preußischen Herrenhauses.
Dessen Sohn Hans Heinrich XI. war der Oberstjägermeister Kaiser Wilhelms I. Er war Mitglied des Preußischen Herrenhauses und von 1867 bis 1884 Abgeordneter der Reichs- und Freikonservativen Partei im Reichstag. 1890 wurde der Fürst Mitglied des Preußischen Staatsrats. 1905 erhob ihn der Kaiser für seine Person zum Herzog von Pleß. Er war der erste Montanmagnat der deutschen Schwerindustrie. Die Steinkohlenbergwerke bei Waldenburg (Niederschlesien) brachten ihm hohe Gewinne. Zu seinen Besitzungen bei Freiburg in Schlesien gehörte die große burgartige Anlage Schloss Fürstenstein mit umgebenden Gärten und Terrassen. Sie zählte schon seit der Mitte des 19. Jahrhunderts zu den touristischen Attraktionen der Region und wurde entsprechend häufig in der Vedoutengrafik und auf Bädegläsern und Ansichtenporzellanen dargestellt. Der Herzog verstarb 1907 auf Schloss Albrechtsberg in Dresden.
Sein Sohn und Nachfolger Hans Heinrich XV. wurde nach dem Tod des Herzogs als der reichste Fürst des Deutschen Reichs bezeichnet. 1861 in Pless geboren, war nach seinem Universitätsstudium im diplomatischen Dienst des Deutschen Reiches in London tätig. 1891 heiratete er die siebzehnjährige Britin Mary Theresa Olivia Cornwallis-West, genannt Daisy, eine der attraktivsten Frauen der Londoner Salons. Ihre Ehejahre verbrachte die Familie mit ihren drei Kindern im Schloss Fürstenstein. Sie reiste oft und veranstaltete in Fürstenstein aufwendige Festlichkeiten. Vergeblich versuchte Daisy vor Kriegsbeginn zwischen dem deutschen Kaiser und dem britischen König persönlich friedensstiftend zu vermitteln und betätigte sich engagiert in der deutschen Sozialfürsorge als Helferin. Während des Ersten Weltkriegs war sie als Krankenschwester im Deutschen Roten Kreuz auf Bahnhöfen zur Truppenbetreuung tätig. Ihre Ehe war während der Kriegsjahre zerbrochen. 1922 wurde die Ehe geschieden. Sie selbst musste Schloss Fürstenstein verlassen und wohnte mit ihren zwei jüngeren  Kindern in München, Berlin und anderen Städten, zuletzt allein in der Villa Pohl im schlesischen Waldenburg, nahe der einstigen Residenz.

### Nach dem Ersten Weltkrieg
Obwohl das Fürstentum Pleß bei der Teilung Oberschlesiens nach 1919 infolge des Friedensvertrages von Versailles an Polen fiel, blieben die Güter und das Schloss bis 1945 im Besitz der Familie Hochberg-Fürstenstein.
1922 besetzte polnisches Militär die Stadt Pless. Hans Heinrich XV. nahm in diesem Jahr die polnische Staatsangehörigkeit an, wohnte aber zunächst in seiner niederschlesischen Residenz Schloss Fürstenstein, später in Pless. Sein gesamtes Vermögen (mit Ausnahme der Schlösser) brachte er in zwei Kapitalgesellschaften ein: die Fürstlich Plessische Bergwerks AG in Kattowitz und die Fürstliche Brauerei AG in Tichau. Die Gesellschaften wirtschafteten bis 1945 gewinnbringend.
Schloss Pless übernahm im Jahre 1938, nach dem Tod von Hans Heinrich XV., sein zweitältester Sohn Alexander Hochberg, der polnischer Staatsbürger war. Dessen älterer Bruder Hans Heinrich XVII. war bereits nach Großbritannien emigriert, wo er in der britischen Armee diente. Der jüngste Sohn Bolko war schon 1936 gestorben und wurde im Plesser Park beerdigt.

### Allgemeines
- Mary Theresa Olivia Cornwallis-West, princess of Pless: Princess Daisy of Pless, by Herself. John Murray, London 1929 (Autobiographie).
  - Daisy von Pless: Tanz auf dem Vulkan. Erinnerungen an Deutschlands und Englands Schicksalswende. Aus dem Englischen übertragen von Marie Latzel, Dresden 1929 (2 Bde.).
  - Daisy Hochberg von Pless: Taniec na wulkanie Übersetzung ins Polnische von Mariola Palcewicz. Kraków 2008.
- Ezechiel Zivier: Entwicklung des Steinkohlenbergbaues im Fürstentum Pleß. Kattowitz 1913.
- Arnold Rontz: Die Steinkohlen der Gruben des Fürsten von Pless in Polnisch-Oberschlesien. Fürstl. Plessische Bergwerks-A.G., Kattowitz 1929. Digitalisat in der Schlesischen Digitalen Bibliothek
- Klemens Skibicki: Industrie im oberschlesischen Fürstentum Pless im 18. und 19. Jahrhundert. Zur ökonomischen Logik des Übergangs vom feudalen Magnatenwirtschaftsbetrieb zum modernen Industrieunternehmen. Steiner, Stuttgart 2002, ISBN 3-515-08036-8.

### Architektur
- W. John Koch: Schloss Fürstenstein – Erinnerungen an einen schlesischen Adelssitz. Eine Bilddokumentation. Bergstadtverlag Korn, Würzburg 1989. ISBN 978-3-87057-138-2.
- Wulf Horstmann, Sibylle Festner: Schloß Fürstenstein, Oberschlesien, Polen. In: Unbekannte Details aus Geographie, Wirtschaft, Geschichte, Kultur, Zeitgeschehen, Band 55, Nusser Verlag, München 2017. ISBN 978-3-86120-384-1.
- Zamek Książ, Arne Franke, Katrin Schulze: Schloss Fürstenstein. Die barocke „Perle Schlesiens.“ Verlag Senfkorn, Görlitz 2018. ISBN 978-3-8353-3044-3.

### Genealogie
- Gothaisches Genealogisches Taschenbuch der Fürstlichen Häuser. (Hofkalender) 1942, Jg. 179, III. Abt. A (Uradel), Justus Perthes, Gotha 1941, S. 418.
- Genealogisches Handbuch der Fürstlichen Häuser. Band XVII, Band 133 der Gesamtreihe GHdA, Abt. III A, C. A. Starke, Limburg an der Lahn 2004, ISBN 978-3-7980-0833-5, ISSN 0435-2408, S. 501.